# Алексютович, Лариса Константиновна
Лариса Константиновна Алексюто́вич (бел. Ларыса Канстанцінаўна Алексютовіч; 20 января 1913, Минск — 2003, Минск) — белорусская танцовщица

, балетмейстер

. Заслуженный деятель искусств Белоруссии (1995). Дочь К. А. Алексютовича.

## Биография
Училась в балетной студии при БДТ-1 (1921—1928), одновременно работала в балетной группе театра.
С 1928 года артистка Белорусского объединения музыкальных эстрадных и цирковых работников, в 1938—41 годах — Ансамбля белорусской народной песни и танца Белорусской государственной филармонии. Была первым руководителем ансамбля танца «Крыжачок» (с 1945 г.).
В 1950—73 годах балетмейстер ансамбля танца Белорусского государственного университета, преподаватель Белорусского хореографического училища. Ставила ряд сценических танцев на основе традиционных народных («Рушники», «Вязанка», «Кола» и др.).
Автор учебного пособия «Белорусские народные танцы, хороводы, игры» (1978), книги об отце — «Балетмейстер Константин Алексютович. Жизнь и творческий путь» (1984).
Исследование «Белорусские народные танцы, игры, хороводы» стало большим вкладом в изучении белорусского танцевального фольклора. В нём на основе старинных образцов систематизированы народные танцы, изложена краткая история их возникновения и бытования, приведены описания танцев, их варианты, фрагменты, элементы движений, рисунки, музыкальное сопровождение, припевы.